# Sur les traces du gorille blanc
Sur les traces du gorille blanc est le seizième histoire de la série Benoît Brisefer, écrit par Thierry Culliford et Luc Parthoens, dessiné par Pascal Garray et mis en couleurs par Nine. Elle est publiée pour la première fois dans Le Journal de Spirou à partir de décembre 2014, puis en album en avril 2015.

## Résumé
Jules Dussiflard emmène Benoît en Afrique, au Mulundi, où il a gagné un safari sur les traces des animaux de la savane, et notamment du fameux gorille blanc. De son côté, Tonton Placide se trouve également au Mulundi où il doit assurer la protection du Président du pays qui a déclaré la guerre au trafic d’animaux sauvages et s'oppose ainsi aux braconniers et à certains fonctionnaires. 
L'avion qui transporte Benoît et Dussiflard sur les lieux du safari s'écrase dans la jungle. Benoît parvient à sauver Monsieur Dussiflard et le pilote, lequel est persuadé que l'avion a été saboté. Benoît et Monsieur Dussiflard se trouvent pris au centre du complot visant à abattre le Président...

## Personnages principaux
- Benoît Brisefer, le petit garçon le plus fort du monde ... sauf quand il est enrhumé...
- Jules Dussiflard, chauffeur de taxi et meilleur ami de Benoît Brisefer, apparu dès le premier album, Les Taxis rouges
- Placide, dit Tonton Placide, oncle de Benoît Brisefer et garde du corps (il est membre du Service Auxiliaire de Protection des Personnalités Étrangères au Territoire, S.A.P.P.E.T.), apparu dans l'album Tonton Placide puis dans John-John.

## Historique
La série était mise en sommeil depuis 2004, Thierry Culliford étant accaparé par Les Schtroumpfs. La mise en chantier de l'adaptation cinématographique de l'album Les Taxis rouges va la relancer : afin d'accompagner la sortie du film, en décembre 2014, une nouvelle histoire de Benoît Brisefer est publiée dès le même mois dans le Journal de Spirou, faisant la couverture du no 4003 du magazine, puis en album en avril 2015.

## Publication

### Périodique
- Journal de Spirou, du no 4003 du 31 décembre 2014 au no 4010 du 18 février 2015[3]

### Album
- Édition originale : 52 pages, 2015 (DL 04/2015)  (ISBN 978-2-8036-3448-4)[4]